# Léon Caurla
Léon Caurla (* 4. September 1926 in Étain, Département Meuse; † 2. März 2002 ebenda) war unter dem Namen Léa Caurla für Frankreich startend im Sprint erfolgreich.
Bei den Leichtathletik-Europameisterschaften 1946 in Oslo gewann Caurla bei den Frauen Bronze über 200 m und Silber in der 4-mal-100-Meter-Staffel.
In den 1950er Jahren outete sich Caurla als Transmann.